# Odd Hoel
Odd Hoel (21 maggio 1909 – 5 febbraio 1979) è stato un calciatore norvegese, di ruolo attaccante.

## Carriera

### Club
Hoel vestì la maglia del Lyn Oslo.

### Nazionale
Disputò 4 partite per la Norvegia, con altrettante reti all'attivo. Esordì il 25 settembre 1932, nella sconfitta per 1-2 contro la Danimarca. L'8 settembre 1935, siglò una tripletta nella vittoria per 1-5 contro la Finlandia.